# Piper nervosum
Piper nervosum är en pepparväxtart som beskrevs av C. Dc.. Piper nervosum ingår i släktet Piper och familjen pepparväxter. Inga underarter finns listade i Catalogue of Life.